# Révérien Ndikuriyo
Révérien Ndikuriyo est un homme politique burundais. Il est président du Sénat de 2015 à 2020 puis secrétaire général du CNDD-FDD depuis 2021.

## Enfance et études
Il est né vers 1970 dans la commune de Kayogoro, dans la province de Makamba, il fait des études de sciences à l'Université du Burundi entre 1992 et 1995. Puis, lors de la guerre civile burundaise, il prend le maquis (jusqu'en 2004).

## Parcours politique
Il est gouverneur de sa province natale entre 2004 et 2007, puis député à l'Assemblée nationale entre 2007 et 2010 où il est président de la commission des affaires politiques, administratives et diplomatiques. En 2010, il est élu sénateur.

### Président du Sénat
Le 14 août 2015, à la suite des élections sénatoriales de 2015, il est élu à la présidence du Sénat à l'unanimité des votants. Fin octobre 2015 et dans le cadre de la crise politique que traverse alors le pays, dans un discours en kirundi, à propos des opposants à Pierre Nkurunziza, il demande à des partisans de se tenir prêts à « pulvériser » les quartiers contestataires et à « travailler » (le terme est connoté et rappelle celui utilisé par les milices hutus pour exterminer lors du génocide des Tutsis au Rwanda),. Ces propos provoquent une vive inquiétude,.

### Football
Amateur de football, il a créé et dirigé le club Aigle noir de Makamba. En novembre 2013, il est élu président de la Fédération de football du Burundi,.

## Vie personnelle
Il est marié, père de six enfants. C'est un Hutu.